# Figshare
Figshare — научный онлайн-репозиторий, где пользователи могут сделать доступными результаты своих исследований.
В результате исследователи могут сохранять и обмениваться результатами своих исследований, включая рисунки, наборы данных, изображения и видео. Для открытых данных действует принцип бесплатности загрузки. Figshare является одной из множества компаний, поддерживаемых Digital Science.

## История
Figshare был запущен в январе 2011 года Марком Хэнелом и поддерживается Digital Science с момента перезапуска в январе 2012 года Хэнел впервые разработал платформу как персональное индивидуальное решение для организации и публикации разнообразных исследовательских продуктов, созданных в поддержку его кандидатской диссертации по биологии стволовых клеток. В январе 2013 года Figshare объявила о партнерстве с PLOS для интеграции хостинга, доступа и визуализации данных Figshare с соответствующими статьями PLOS. В сентябре 2013 года была запущена услуга институционального репозитория, в которой организациям предлагается использовать заранее разработанную инфраструктуру для размещения академических материалов, созданных их сообществами. В декабре 2013 года они объявили об интеграции с ImpactStory для поддержки сбора альтметрик. В первый же год компания Figshare сделала общедоступной 200 000 файлов, а к сентябрю 2013 года их число выросло примерно до одного миллиона.
Figshare также хранит специализированную коллекцию данных, Reproducibility, которая действует как независимый и слепой валидатор для репликации представленных данных.
Figshare выпускает ежегодный отчет о «Состоянии открытых данных», чтобы оценить меняющийся академический ландшафт вокруг открытых исследований.

## Концепция
Исследователи могут загружать все свои результаты исследований в Figshare, что делает их общедоступными. Пользователи могут загружать файлы в любом формате. Им автоматически присваиваются DOI . На данный момент для загружаемого файла можно выбрать следующие типы данные: рисунки, наборы данных, медиа (включая видео), документы (включая препринты), плакаты, код и наборы файлов. большинство файлов загружаются под лицензией Creative Commons, CC-BY и CC0 (публичное достояние) для наборов данных.
Figshare позволяет исследователям публиковать исследования с отрицательным результатом. Отсутствие желания публиковать данные работы является широко известным явлением, которое приводит к значительному искажению, часто называемому эффектом кассеты. Поощряя публикацию рисунков, диаграмм и данных, а не ограничиваясь традиционной «бумажной» информацией, знания можно распространять быстрее и эффективнее. Figshare также отслеживает статистику загрузки размещенных материалов, выступая в качестве источника альтметрии. Основным механизмом хостинга для платформы является Amazon S3, а CLOCKSS служит дополнительным хостом для публичного контента. Оба эти ресурса поддерживают резервное копирование и сохранение через распределенную сеть.

## Интеграция с другими платформами
Figshare поддерживает интеграцию с ORCID, Symplectic Elements, может импортировать элементы из Github и является источником, отслеживаемым Altmetric.com.

## Институциональное хранилище
В марте 2018 года Figshare заявила о себе как об универсальном хранилище следующего поколения для данных, тезисов, публикаций и других результатов исследований.